# 蕊木
蕊木（学名：Kopsia lancibracteolata）是夹竹桃科蕊木属的植物，为中国的特有植物。分布于中国大陆的广西、广东等地，生长于海拔300米至1,500米的地区，多生在山地密林中、疏林中向阳处、溪边以及山谷潮湿地方，目前尚未由人工引种栽培。

## 别名
假乌榄树（广东儋县）

## 异名
- Kopsia lancibracteolata Merr.
- Kopsia officinalis Tsiang et P. T. Li